# 엘리제 바렌스펠트
엘리제 바렌스펠트(Elise Barensfeld, 1796년 8월 27일 – 1820년 이후)는 독일의 소프라노였다. 그녀는 열 두살 때 부터 루트비히 판 베토벤의 친구인 요한 네포무크 멜젤과 함께 투어를 했으며, 열 일곱 살 때까지 빈에 있는 멜젤의 집에서 살았다. 2012년에 리타 스테블린은 베토벤이 자신의 피아노 작품인 "엘리제를 위하여"(Für Elise)를 그녀에게 헌정했을 수 있다고 주장했다.

## 생애
바이에른주 레겐스부르크에서 태어난 율리아네 카테리네 엘리자베트 바렌스펠트(Juliane Katharine Elisabet Barensfeld)는 종종 "엘리제"(Elise)라고 불렸으며, 신동으로 알려졌다. 그녀는 고향에서 요한 프란츠 크사버 슈테르켈(1750~1817)로부터 첫 성악 레슨을 받았다. 슈테르겔은 그녀에게 두 개의 노래를 헌정했으며, 그의 열 두번째 노래집으로 출간되었다. 텍스트는 베네딕트 요제프 마리아 폰 콜러가 작성했다: "Mädchen mit der Silberstimme"(은빛 목소리를 가진 소녀) 및 "Schön ist einer Rose jugendliche Knospe"(아름다운 장미의 어린 새싹). 그녀는 열 두살 때 메트로놈을 발명하고, 루트비히 판 베토벤의 친구였던 레겐스부르크의 기계공, 요한 네포무크 멜젤과 함께 투어를 했다. 1809년부터는 빈에서 안토니오 살리에리와 함께 성악 공부를 계속했으며, 1813년에 열 일곱살의 나이로 빈을 떠날 때까지 멜젤의 집에서 살았다. 그녀는 "빈 음악 애호가 협회"(Gesellschaft der Musikfreunde)의 기초로 여겨지는 1812년의 공연에서 솔리스트로 공연했다. 그녀는 나중에 바덴의 대공비의 궁정 가수(Kammersängerin)가 되었다. 1820년 이후에는 그녀의 흔적이 없다.
음악학자 리타 스테블린은 2012년에 베토벤이 자신의 피아노곡 "엘리제를 위하여"(Für Elise)'를 바렌스펠트에게 헌정했다고 주장했다. 헌사에는 "Für Elise am 27. April zur Erinnerung von L. v. Bthvn"(4월 27일 (1810년), 베토벤의 기억 속에 있는 엘리제를 위하여)라고 적혀 있다. 원고의 후기 소유자인 테레제 말파티는 멜젤의 길 건너편에 살고 있는 그녀와 연관되어 있었다. 스테블린은 말파티가 열 세살 때 바렌스펠트에게 피아노를 가르쳤을 수도 있다고 생각했다. 그러나 그녀가 베토벤 사단에 속해 있었다는 증거는 없다.

## 문학
- 리타 스테블린: 베토벤의 “엘리제”는 누구였나요? 미스터리에 대한 새로운 해결책: The Musical Times, Vol. 155, No. 1927(2014년 여름), 3~39페이지
- 마이클 로렌츠: "The Musical Times 편집자에게 보내는 편지"(빈, 2014)